# Aeroportul Nevşehir Kapadokya
Aeroportul Nevşehir Kapadokya (IATA: NAV, ICAO: LTAZ) este un aeroport din Provincia Nevșehir, Turcia ce deservește zona Nevşehir. Aeroportul a fost tranzitat în 2022 de 441.089 de pasageri. A fost deschis în 1998 și numit după zona deservită.
Situat la o altitudine de 864 m, aeroportul dispune de o singură pistă. Este operat de General Directorate of State Airports (Turkey)⁠(d).